# Organización Internacionalista Revolucionaria
La Organización Internacionalista Revolucionaria (RIO, del alemán Revolutionäre Internationalistische Organisation) es una organización alemana de carácter trotskista.

## Historia
Conformada al principio como Independent Revolution (iRevo), consistió inicialmente de una fracción de las secciones checa, suiza, australiana y alemana del colectivo REVOLUTION —una organización internacional de juventudes socialistas afiliadas a la Liga por la Quinta Internacional (L5I)— que se rehusaban a tener, por diferencias programáticas, afiliación con la L5I, por lo que, aunque retuvieron el nombre de REVOLUTION, crearon en 2007 su propia organización juvenil internacional. La sección australiana se disolvió poco tiempo después por su poca membresía.
En 2009 los miembros de iRevo se unieron al partido Nueva Izquierda Anticapitalista de República Checa, pero fueron expulsados por diferencias con la dirección del partido. En ese año abandonaron por completo REVOLUTION y en enero de 2010 fundaron su propia organización bajo el nombre de Organización Revolucionaria Internacionalista (RIO), a la vez que decidieron impulsar una organización trotskista de mayor alcance debido a lo que consideraban límites programáticos con respecto a la orientación de REVOLUTION por su énfasis en el trabajo meramente estudiantil.
La RIO entonces nació como una organización trinacional teniendo presencia en Alemania, Suiza y Chequia, aunque con el tiempo estas dos ramas se fusionarían con la de Alemania; asimismo, sus integrantes participaron en movilizaciones y huelgas estudiantiles durante 2009 y 2010.
En esta coyuntura es que la RIO entraría en contacto con la revista Internationaler Klassenkampf (Lucha de Clases Internacional) cercana a la Fracción Trotskista - Cuarta Internacional (FT-CI) y comenzaría un acercamiento que la llevaría a tener mayor acuerdo con esa corriente. En agosto de 2011, la RIO asistiría a la Conferencia de la FT-CI efectuada ese año en Buenos Aires, donde sería admitida como sección simpatizante; dos años más tarde, se sumaría como sección plena.
Actualmente la RIO tiene presencia en Berlín y Munich, ha participado en movilizaciones contra el racismo y el avance de la ultraderecha en Alemania, a la vez que es partidaria de la lucha por la autodeterminación del Kurdistán e impulsa el periódico digital Klasse Gegen Klasse (Clase contra Clase) en alemán y con un subportal en turco.